# 松林凤仙花
松林凤仙花（学名：Impatiens pinetorum），为凤仙花科凤仙花属下的一个种。

## 扩展阅读
維基物種上的相關：松林凤仙花